# Rose (長瀬実夕の曲)
「Rose」（ローズ）は、日本の歌手・長瀬実夕の2作目（通算4作目）のシングル。

## 概要
- 前作「Key〜夢から覚めて〜」から約4ヶ月ぶりのシングル[1]。
- 前作に引き続き、ノンタイアップシングルとなった。
- ジャケットの異なる初回受注限定生産盤と通常盤の2形態で発売され、初回受注限定生産盤には特典として表題曲のミュージック・ビデオとショートムービー映像を収録したDVDが同梱された。

## 収録曲
1. Rose
作詞：長瀬実夕
作曲：日比野裕史
編曲：本間昭光
2. 遥か…
作詞：長瀬実夕
作曲：長瀬実夕、宮永治郎
編曲：中村太知
3. Rose (less vocal)
作曲：日比野裕史
編曲：本間昭光
表題曲のインストゥルメンタルバージョン。
4. 遥か… (less vocal)
作曲：長瀬実夕、宮永治郎
編曲：中村太知
カップリング曲のインストゥルメンタルバージョン。